# Palazzo De Angelis-Viti (Altamura)
A Palazzo De Angelis–Viti vagy más nevén Palazzo Del Balzo–Viti egykori nemesi palota Altamura történelmi városközpontjában.

## Története
Egyike Altamura legrégebbi palotáinak. Az egykori városfallal egybeépült és a későbbiekben bekebelezte a Porta Bari városkaput is. Építésére vonatkozólag nincsenek pontos adatok, valószínűleg a befolyásos Del Balzo nemesi család építette a 15. század első felében. Az épület 1620-ig maradt a család birtokában. Ezután a De Angelis család birtokolta. A 16-17. században jelentősen átépítették, ekkor nyerte el mai barokkos formáját, ekkor épült meg a palotához tartozó kis kápolna is. A palota érdekessége a 16. századi loggia, valamint faragott ablakkeretei.